# هیتمن ۲: قاتل خاموش
هیتمن ۲: قاتل خاموش (به انگلیسی: Hitman 2: Silent Assassin) یک بازی ویدئویی در سبک مخفی‌کاری است که توسط شرکت آیدوس برای مایکروسافت ویندوز، پلی‌استیشن ۲، اکس‌باکس، و گیم‌کیوب منتشر شد. این بازی دومین قسمت از مجموعه بازی‌های هیتمن محسوب می‌شود و دنبالهٔ نسخهٔ هیتمن: اسم‌کد ۴۷ (۲۰۰۰) است. این بازی در سبک تیر اندازی سوم شخص است و با مخفی کاری ماموریت های خود را پیش میبرد.
به دنبال وقایع نسخه اول بازی ،  هیتمن: اسم‌کد ۴۷، دو مامور به بررسی فاجعه ای که توسط مامور ۴۷ در آزمایشگاه سازنده خود یعنی دکتر اورت میر رخ داده است می پردازند. یکی از مامور در در ویدئویی از رویداد های گذشته آدم کش پیشین را شناسایی می کنند و فکر میکند او توسط «آنها » استخدام شده است. در همین حال ، مامور ۴۷ بعد از پاکسازی تمامی شواهد موجودیت خود در یک کلیسا در سیسیل به عنوان یک باغبان ساده فعالیت میکند و از کار قبلی خود بازنشسته شده است. در یکی از روز ها که مامور ۴۷ در حال اعتراف در کلیسا به گناهان گذشته خود برای آمرزش است ، گروهی از افراد ناشناس وارد کلیسا می شوند و ویتوریو را می ربایند و یک نوشته در کلیسا قرار می دهد که در آن مبلغ ۵۰۰٫۰۰۰ دلار برای آزادی ویتوریو تقاضا می کنند.
با توجه به اینکه مامور ۴۷ پول کافی برای پرداخت غرامت را ندارد با سازمان ICA ، که قبلاً نیز همکاری داشته است ارتباط برقرار میکند و تقاضای کمک به ازای انجام چندین ماموریت برای ICA می کند. مامور ۴۷ در ادامه متوجه می شود که ویتوریو توسط یک مافیا محلی ربوده شده است ، او موفق به کشتن رئیس مافیای می شود اما نشانی از ویتوریو پیدا نمی کنید و آنجا را برای انجام دادن ماموریت های ICA ترک می کنند. در چندین ماموریت مختلف او به ژاپن ، روسیه ، مالزی ، افغانستان فرستاده می شود.